# Coccidencyrtus infuscatus
Coccidencyrtus infuscatus är en stekelart som beskrevs av Compere och Annecke 1961. Coccidencyrtus infuscatus ingår i släktet Coccidencyrtus och familjen sköldlussteklar. Inga underarter finns listade i Catalogue of Life.